# Чего ждать, когда ждёшь ребёнка
«Чего ждать, когда ждёшь ребёнка» (англ. What to Expect When You're Expecting) — американская комедийная драма режиссёра Кирка Джонса, основанная на одноимённой книге. Премьера состоялась 17 мая 2012 года.

## Сюжет
Фильм рассказывает историю пяти пар, которых объединяет одно обстоятельство: в скором времени они все должны стать родителями. Одни из них уже давно планируют рождение малыша, но ничего не получается. Другим отцовство свалилось как снег на голову, и теперь они в растерянности. Третьи, чтобы испытать радость родительства, решились на усыновление. А есть среди них те, у кого уже давно есть дети, и, несмотря на ответственность и все присущие этому хлопоты, они очень счастливы.

## В ролях
| Актёр                | Роль                |
| -------------------- | ------------------- |
| Дженнифер Лопес      | Холли               |
| Родриго Санторо      | Алекс               |
| Венди МакЛендон-Кови | Кара                |
| Джо Манганьелло      | Дэвис               |
| Камерон Диас         | Джулс Бэкстер       |
| Мэттью Моррисон      | Эван Вэбер          |
| Элизабет Бэнкс       | Вэнди Купер         |
| Бен Фэлкуон          | Гарри Купер         |
| Анна Кендрик         | Рози                |
| Крис Рок             | Вик                 |
| Бруклин Деккер       | Скайлер Купер       |
| Деннис Куэйд         | Купер старший       |
| Чейс Кроуфорд        | Марко               |
| Томас Леннон         | Крейг               |
| Ребел Уилсон         | Дженис              |
| Шерил Коул           | камео               |
| Taboo                | камео               |
| Ким Филдс            | социальный работник |